# Les Baths d'Afs
Les Baths d'Afs est un roman noir de Jean-Pierre Bastid et Michel Martens publié en 1980 chez Sanguine.

## Résumé
La bande à Fallières, la quarantaine, et qui, comme à leur vingt ans quand ils étaient à l'armée, continuent à bien rigoler...

## Édition
En 1980, chez Sanguine  (ISBN 978-2-865-59002-5).